# 中原悌二郎記念旭川市彫刻美術館
中原悌二郎記念旭川市彫刻美術館（なかはらていじろうきねんあさひかわしちょうこくびじゅつかん）は、北海道旭川市にある美術館。旭川市にゆかりのある彫刻家・中原悌二郎の作品を数多く収蔵し、彫刻に関連した作品の展示や企画展・講座などを開催している。
美術館の建物は1994年（平成6年）に彫刻美術館として開館する以前は、旭川市立旭川郷土博物館として使用されており、さらにそれ以前は旧陸軍第7師団の旭川偕行社として使用されていた建造物である。建物自体は「旧旭川偕行社」としても知られ、1989年（平成元年）に国の重要文化財に指定されている。
旭橋（北海道遺産）や平和通買物公園（日本初の恒久的歩行者天国）などとともに、旭川八景の一つでもある。

## 概要

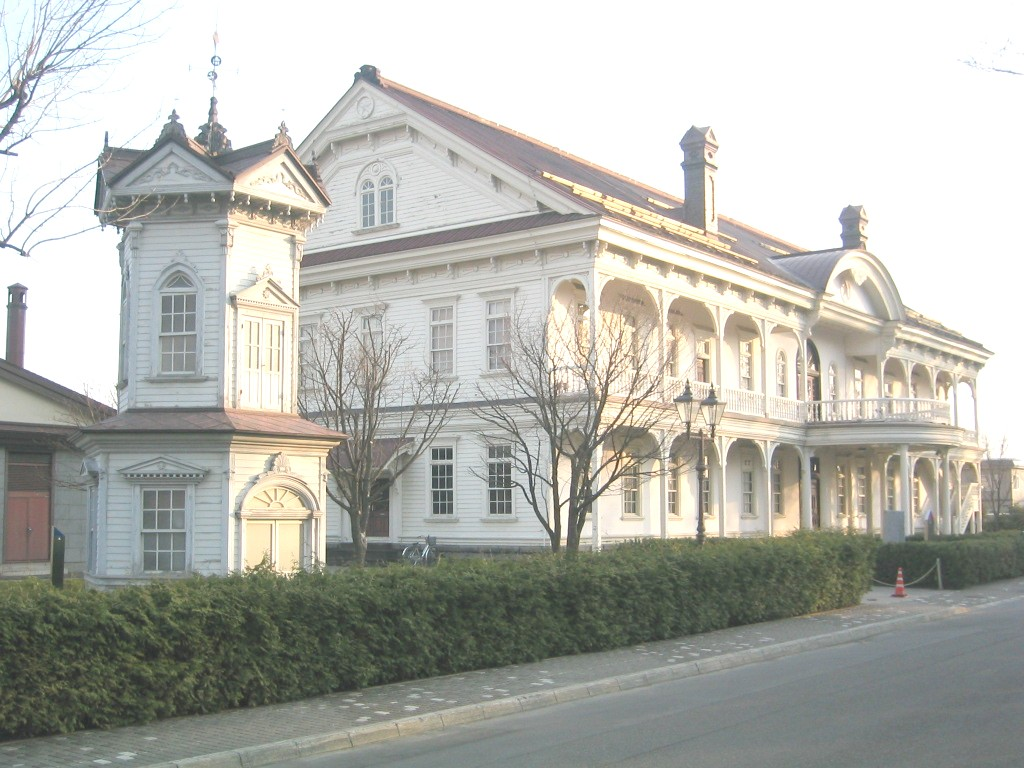
六角堂と中原悌二郎記念旭川市彫刻美術館

美術館は中原悌二郎の彫刻を中心として多くの彫刻作品を収蔵。中でも「若きカフカス人」は中原の代表作である。
1970年（昭和45年）には旭川市がすぐれた彫刻作品に贈る賞として「中原悌二郎賞」を創設。
旭川市で贈呈式などが行われ、2003年（平成15年）からは選考委員を大幅に刷新して委員会の開催場所を旭川市に移すと共に隔年開催となった。
館内にはこの中原悌二郎賞を受賞した作品の数々も常設展として展示されている。その他、子ども彫刻教室や彫刻写真展など彫刻にまつわる事業も実施。全体として「彫刻のまち旭川」を前面に押し出したテーマとなっている。
2002年（平成14年）7月には彫刻清掃ボランティアの会「旭川彫刻サポート隊」が発足。旭川市内にある彫刻への清掃活動と鑑賞会開催などを無償で行っている。その他、館内に設置されている喫茶店やミュージアムショップの係員もボランティアによるものであり、こちらはボランティアの会「みゅうず」によって活動が行われている。2005年（平成17年）7月30日には館内でミュージアムコンサートが開催され、旭川古楽コンソートによる演奏が行われた。また、美術館には井上靖記念館が隣接している。

## 沿革

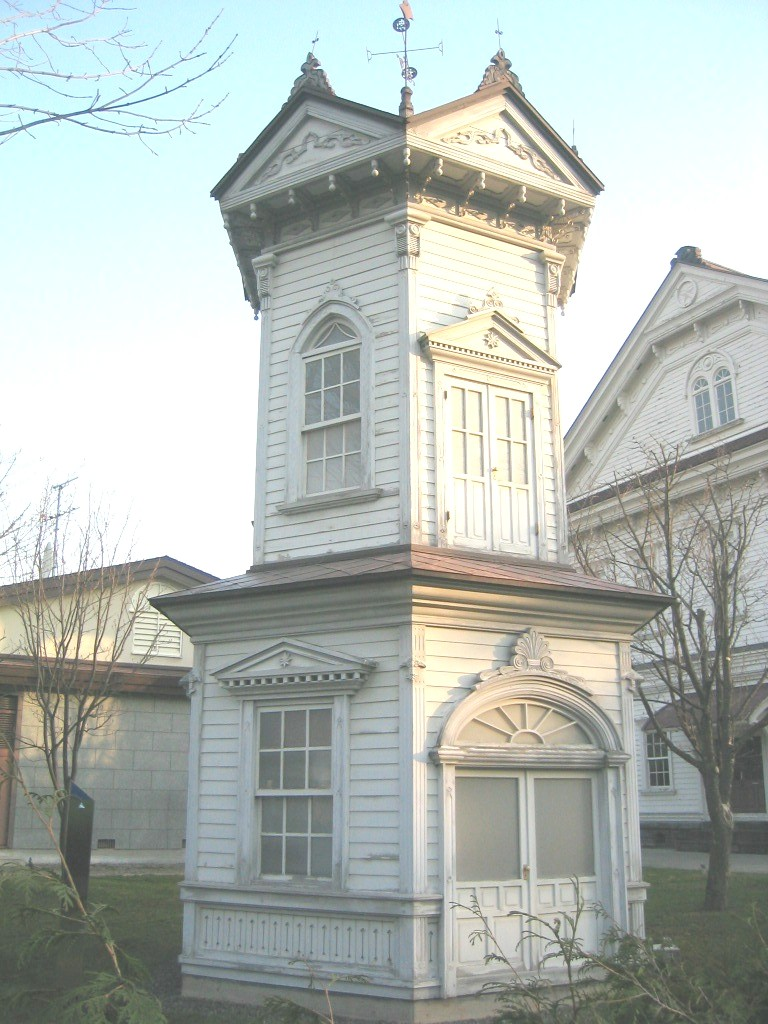
六角堂（中原悌二郎記念旭川市彫刻美術館前）

1896年(明治22年)、北海道札幌市へ屯田兵を中心として編成された陸軍第7師団が設置される。
それから4年後に第7師団は札幌市から旭川市に配置を移すこととなり、陸軍省臨時建築部の指揮の下、師団の生活する家屋とともに、将校たちの社交場「旭川師団将校集会所」として1902年(明治35年)に建設された。
木造二階建てで半円形の玄関など、当時の北海道としては珍しい先進的な洋風クラブの建築物であった。
この建物は、師団将校達へ向けた集会所・社交場や迎賓館となる目的で建設されたもので、当時は建物前庭の入口に門も取り付けられていた。往時には、皇太子時代の大正天皇や昭和天皇の行在所としても使用され、威厳があった。
その後1945年（昭和20年）に第二次世界大戦で日本は敗戦。終戦当時はアメリカ軍の将校達が集まる将校クラブとして使用された時期もあったという。旭川偕行社は1949年(昭和24年)に、管理元を国から旭川市へ移譲となり、周辺学校の仮校舎として使用されるなどした。
1968年（昭和43年）に建物は建てられて間もない初期の外観を復元するために修復工事が行われ、旭川市立旭川郷土博物館として新たに開館したが、1976年（昭和51年）にも大規模な補修工事のため半年以上休館した。
1993年（平成5年）に郷土博物館が新しく完成した旭川大雪クリスタルホールへと移転することが決定。
そのため歴史ある建物を残し、1992年（平成4年）に活用するために旭川市にゆかりのある彫刻家・中原悌二郎を記念する施設への転用されることになり、1994年（平成6年）6月1日に現在の中原悌二郎記念旭川市彫刻美術館へと生まれ変わった。
1989年（平成元年）5月19日、その建物の歴史やデザイン（コロニアルスタイルの擬洋風建築としての特徴と各部の意匠）などが認められ、国の重要文化財に指定された。
旭川市において重要文化財に指定された建物としては初であり、同時に唯一のものとなっている。2002年（平成14年）には旧旭川偕行社が建設されてから100周年を迎え、11月3日から「旧旭川偕行社」100年記念展を実施した。
1998年（平成10年）8月から外壁改修工事を始め、1999年（平成11年）7月に完了している。
2012年（平成24年）1月末で一時休館となり、2015年（平成27年）までの予定で大規模な改修工事が行われた。改修工事終了後、2017年（平成29年）10月8日にリニューアルオープンした。

## 施設概要
- 文化財指定:　国の重要文化財（建造物、近代、文化施設） 1989年5月19日指定
- 所在地： 北海道旭川市春光5条7丁目
- 所有者（管理者）： 旭川市
- 構造： 木造2階建 延床面積 1,404平方メートル
- 設計： 陸軍省臨時建築部（滝大吉）
- 施工： 大倉土木組（現 大成建設株式会社）
- 開館時間： 午前9時～午後5時
- 休館日： 毎週月曜及び年末年始

美術館には井上靖記念館が隣接しており、共通券を購入することで双方の施設を見学することができる。

## アクセス
- 旭川駅から旭川電気軌道バス、春光園前バス停より徒歩約2分。